# Kościół św. Maksymiliana Marii Kolbego w Stróżnej
Kościół św. Maksymiliana Marii Kolbego w Stróżnej – rzymskokatolicki kościół parafialny znajdujący się w miejscowości Stróźna w powiecie gorlickim województwa małopolskiego.

## Historia
Kościół zbudowano w latach 1983-1996 według projektu Marka Jasiewicza. Kamień węgielny poświęcił Jan Paweł II w Krakowie, a wmurował go 1 lipca 1984 r. biskup Józef Gucwa, który też poświęcił kościół 14 czerwca 1996. Wystrój wnętrza i ołtarze zaprojektował i wykonał Maciej Kauczyński. Witraże również zaprojektował Maciej Kauczyński, a wykonano je w Pracowni Witraży Zbigniewa Gustaba.